# 7445 Trajanus
7445 Trajanus è un asteroide areosecante. Scoperto nel 1960, presenta un'orbita caratterizzata da un semiasse maggiore pari a 2,1970224 UA e da un'eccentricità di 0,2439721, inclinata di 1,18433° rispetto all'eclittica.
L'asteroide è dedicato all'imperatore romano Traiano.